# Ahmed El-Nemr
Ahmed Mahmud Muhammad Saleh El-Nemr (en arabe : احمد محمود محمد صالح النمر, né le 21 novembre 1978 au Caire en Égypte) est un archer égyptien.

## Biographie
Ahmed El-Nemr commence le tir à l'arc en 2007. Il participe à ses premières compétitions internationales en 2009. En 2010, il remporte ses premières médailles pour des compétitions continentales majeurs avec des médailles d'or et d'argent dans les deux championnats d'Afrique organisé lors de cette année, l'un en Égypte, l'autre en Afrique du Sud. En 2012, il participe à ces premiers Jeux olympiques ou il remporte son match de premier tour contre le canadien Crispin Duenas avant de s'incliner contre le taïwanais Kuo Cheng-wei. En 2016, il est le représentant de l'Égypte aux Jeux olympiques d'été de 2016 à la suite de sa qualification lors de sa victoire aux championnats d'Afrique, il est considéré comme le meilleur espoir africain pour les Jeux en tir à l'arc.

## Palmarès
- Jeux olympiques[2]
  - 17e l'épreuve individuelle homme aux Jeux olympiques de 2012 à Londres.
  - 33e à l'épreuve individuelle homme aux Jeux olympiques d'été de 2016 à Rio de Janeiro.

- Championnats d'Afrique[1]
  -  Médaille d'or à l'épreuve par équipe hommes aux championnats d'Afrique de 2010 au Caire.
  -  Médaille d'argent à l'épreuve individuelle hommes aux championnats d'Afrique de 2010 à Pretoria.
  -  Médaille d'or à l'épreuve par équipe hommes aux championnats d'Afrique de 2012 à Rabat.
  -  Médaille d'or à l'épreuve par équipe mixte aux championnats d'Afrique de 2012 à Rabat.
  -  Médaille d'argent à l'épreuve par équipe hommes aux championnats d'Afrique de 2016 à Windhoek.
  -  Médaille d'or à l'épreuve individuelle hommes aux championnats d'Afrique de 2016 à Windhoek.

- Jeux méditerranéens[1]
  -  Médaille d'or à l'épreuve par équipe hommes aux Jeux méditerranéens de 2013 à Mersin.